# Länsväg 260
De Zweedse weg 260 (Zweeds: Länsväg 260) is een provinciale weg in de provincie Stockholms län in Zweden en is circa 20 kilometer lang.

## Plaatsen langs de weg
- Stockholm
- Älta
- Bollmora
- Vendelsö
- Haninge

## Knooppunten
- Länsväg 222 in Stockholm (begin)
- Riksväg 75 in Stockholm
- Länsväg 229: gezamenlijk tracé, bij Älta
- Riksväg 73 bij Haninge (einde)